# Robert Lawrenson
Robert Lawrenson (Blackpool, 1971. november 12.) angol származású színész. Legismertebb szerepe Declan McRae a Sanctuary – Génrejtek című kanadai sci-fi sorozatban.

## Élete
Robert Lawrenson 1971-ben született az angliai Blackpoolban, és ott is nőtt föl. Színészi tanulmányait Yorkban végezte, majd televíziós és filmszínészként, valamint vágóként dolgozott. Olyan televíziós sorozatokban játszott, mint a Holby City, a Heartbeat és a Smallville. Több epizódos szerepei voltak a Coronation Street című brit szappanoperában és a napjainkban futó Sanctuary – Génrejtek című sci-fi sorozatban.
Jelenleg (2010-ben) Vancouverben él. Szabadidejében szeret síelni.